# Лускувата структура
Лускувата структура (рос. чешуйчатая структура, англ. flaky structure, lamellar structure, нім. Schuppenstruktur f) — форма тектонічних порушень, яка виникає при переміщенні мас гірських порід (лусок) по системі зближених, більш-менш паралельних насувів. Характерна для складчастих областей. Виявлена у каледонідах північного заходу Європи (зокрема Карпати), в Аппалачах, на Великому Кавказі.

## Дотичний термін
ЛУСКУВАТИЙ, (рос. чешуйчатый, англ. flaky, lamellar, flaked, scaly, нім. schuppig, geschuppt) — вкритий лускою — твердими щільно припасованими одна до одної частинками, пластинками (про мінерал і мінеральний агрегат).